# Kallima buxtoni
Kallima buxtoni är en fjärilsart som beskrevs av Moore 1879. Kallima buxtoni ingår i släktet Kallima och familjen praktfjärilar. Inga underarter finns listade i Catalogue of Life.